# Bertus Mulder
Albertus Johannes (Bertus) Mulder (Dedemsvaart, 31 januari 1929 – Utrecht, 20 mei 2024) was een Nederlands architect, maar vooral kenner van Gerrit Rietveld en zijn werk.
Het was de bedoeling dat hij in het aannemingsbedrijf van zijn vader zou gaan werken. Hij ging daartoe na een afgebroken ULO (1941-1942) naar de ambachtsschool in zijn geboorteplaats (1942-1945) en werkte ook als timmerman. Tussen 1947 en 1951 was hij te vinden aan de MTS in Groningen. Ondertussen werkte hij als bouwkundig tekenaar bij ingenieurs- en architectenbureau. Zijn aandacht verschoof daardoor naar de architectuur, waartoe hij opleidingen ging volgen aan de Studie Voortgezet Bouwkunst Onderricht Academie Almelo in Almelo (1952-1953) en Arnhem (1953-1955). Hij was er niet tevreden over en ging vanaf 1957 studeren een de Hochschule für Gestaltung in Ulm (1957-1958). Hij leerde er zijn toekomstige echtgenote beeldend kunstenaar Monika Buch kennen. Daarna volgde een studie aan de Technische Hochschule in Aken (1958-1959), waarbij hij studie bij Erich Kühn en colleges stedenbouw combineerde. Samen met Kühn werkte hij aan een nieuwe wijk/dorp in en nabij Espelkamp, ingericht voor vluchtelingen.
Na al die studie vestigde hij zich als architect in Utrecht, zelfstandig maar ook in samenwerking met Hein Salomonson en Gerrit Rietveld. Een belangrijke opdracht was in die jaren de herinrichting van Kinderdorp Sint-Godelieve in Goirle. In de jaren 1974/1975 schakelde Truus Schröder (dochter van Truus Schröder) hem in bij de restauratie van het Rietveld Schröderhuis, dat in 1975 tot rijksmonument werd verklaard (in 1986 volgde een nieuwe restauratieronde). Vanuit dat werk volgden meer restauratieopdrachten voor werken van bekende architecten zoals Willem Leliman, Piet Zanstra, Jan Giesen en Karel Sijmons.
Oorspronkelijk werk van hem (architect) en Stanley Brouwn (kunstenaar) is te vinden bij Het Gebouw in de wijk Leidsche Rijn (rond 2005).
Werken:
- 1990: Atelierwoningen Zomerdijkstraat, Amsterdam
- 1990: Huis van Zessen, Alblasserdam
- 1995: Zuiderbad, Amsterdam
- 1999: Theehuis Rhijnauwen te Bunnik
- 2003: restauratie Rietveld Aula op Begraafplaats Meerterpen, Zwaanshoek
- 2009: bushalte Bergeijk
- 2010: Rietveld Paviljoen Kröller-Müller Museum in Otterlo
- publicaties over Rietveld en Rietveld-Schröderhuis.
- samen met zoon Marco Mulder (Filmacademie), film Zen in de polder en in 2017 documentaire: Rietveld Ruimtekunstenaar

In de periode 1963-1980 was hij docent aan de Academie van Bouwkunst in Arnhem (later onderdeel van ArtEZ). In 2008 ontving hij de Maartenspenning uit handen van Aleid Wolfsen, burgemeester van Utrecht.
- Bibsys: 4030489
- Gemeinsame Normdatei: 139692835
- International Standard Name Identifier: 0000 0000 7886 5478
- Library of Congress Control Number: n89638408
- Bibliotheek van het Japanse parlement: 01218426
- Nationale Bibliotheek van Israël: 987007423929605171
- Nederlandse Thesaurus van Auteursnamen: 070637911
- RKD-Nederlands Instituut voor Kunstgeschiedenis: 283011
- Trove: 1088370
- Union List of Artist Names: 500066767
- Virtual International Authority File: 58225008
- WorldCat: E39PCjvBdqJ9dFQBXBBT7xq9tC